# Svenska skiddelegationen
Svenska skiddelegationen bildades 1913 och förvaltade på uppdrag av Kungl. Maj:t de statsbidrag som avsattes för att stödja skidåkning bland ungdomar. Delegationen gjorde ett viktigt arbete för att popularisera skidsporten bland lärare och elever i Sverige. Skiddelegationen bestod av 2 ledamöter vardera från Svenska skidförbundet och Skidfrämjandet (nuvarande Friluftsfrämjandet). Från 1919 var den Skolöverstyrelsens organ i frågor som relaterade till skididrott i skolorna och Skolidrottskommittén följde sedan delegationens riktlinjer.
Från 1914 anordnade Svenska skiddelegationen årliga skidkurser för lärare och lärarinnor och utarbetade kursplaner och handledningar i skidlöpning och skidslöjd, m.m.